# Luigi Frusci
Luigi Frusci (Venosa, 16 gennaio 1879 – Venosa, 12 giugno 1949) è stato un generale italiano, che partecipò alla guerra d'Etiopia, alla guerra di Spagna e alla Campagna dell'Africa Orientale.

## Biografia
Frusci combatté sul fronte meridionale al comando del generale Rodolfo Graziani durante la seconda guerra italo-abissina. Gli venne assegnato il comando del Corpo Indigeni Somali. Nell'aprile del 1936, durante la battaglia di Ogaden, Frusci comandò la centrale delle tre colonne che attaccarono la "linea Hindenburg" degli etiopi.
Rientrato brevemente in patria, fu inviato nel Corpo Truppe Volontarie italiane durante la guerra civile spagnola. Nel 1938, al comando della Divisione CCNN "Fiamme Nere" combatté nella battaglia di Santander.
Nelle Forze armate dell'Africa Orientale Italiana durante la Seconda guerra mondiale, Frusci fu Luogotenente-Generale e Governatore dell'Eritrea, posizione nella quale non decise nell'estate del 1940 di insistere gli attacchi italiani nell'area del Sudan, riuscendo però a respingere gli attacchi inglesi sul confine. Nel novembre di quello stesso anno l'assalto a Gallabat frenò i suoi intenti e gli alleati ebbero la meglio, riuscendo ad attraversare la frontiera meridionale ed a lanciare una controffensiva nel gennaio del 1941. Frusci condusse quindi alcune azioni belliche ad Agordat, Keren e nel resto dell'Eritrea.
Con la caduta dell'Eritrea nelle mani degli inglesi, Frusci divenne prigioniero di guerra.
Liberato nel dopoguerra, nel 1948 Frusci ricevette dal governo italiano l'onorificenza di "Commendatore dell'Ordine Militare d'Italia".

## Carriera
- Ispettore di fanteria
- Colonnello, comandante della regione di confine dell'Ogaden, Somalia Italiana, 1935-1936
- Generale, 2ª Divisione CC.NN. "Fiamme Nere" del Corpo Truppe Volontarie in Spagna, 1937-1938
- Generale, 20ª Divisione Friuli, Spagna, 1937-1938
- Generale, XX Corpo, Libia, 1938-1939
- Governatore di Amara, Etiopia, 1939-1941
- Governatore dell'Eritrea - 1940-1941
- Generale, Esercito coloniale Eritreo, Africa Orientale, 1940-1941
- Prigioniero di guerra, 1941